# Ammocrypta vivax
Ammocrypta vivax är en fiskart som beskrevs av Oliver Perry Hay 1882. Ammocrypta vivax ingår i släktet Ammocrypta och familjen abborrfiskar. Inga underarter finns listade i Catalogue of Life.